# Глибодол
Глибодол је насељено мјесто у сјеверној Лици, у општини Бриње, Личко-сењска жупанија, Република Хрватска.

## Географија
Глибодол је удаљен око 21 км источно од Бриња.

## Историја
До територијалне реорганизације у Хрватској насеље се налазило у саставу бивше велике општине Оточац.

## Становништво
Према попису из 1991. године, насеље Глибодол је имало 141 становника, међу којима је било 34 Срба, 103 Хрвата и 4 осталих. Према попису становништва из 2001. године, Глибодол је имао 41 становника. Глибодол је према попису из 2011. године имао 6 становника.
| Националност       | 1991. | 1981. | 1971. | 1961. |
| Хрвати             | 103   | 96    | 137   | 34    |
| Срби               | 34    | 55    | 79    | 83    |
| Југословени        |       |       | 2     |       |
| остали и непознато | 4     |       | 3     | 2     |
| Укупно             | 141   | 151   | 221   | 119   |

| Демографија (Глибодол) | Демографија (Глибодол) | Демографија (Глибодол) |
| Година                 | Становника             | Становника             |
| ---------------------- | ---------------------- | ---------------------- |
| 1961.                  | 119                    |                        |
| 1971.                  | 221                    |                        |
| 1981.                  | 151                    |                        |
| 1991.                  | 141                    |                        |
| 2001.                  | 41                     |                        |
| 2011.                  |                        | 6                      |